# أناليزا
أناليزا (بالإيطالية: Annalisa)‏ هي مغنية مؤلفة وموسيقية ومغنية وكاتبة غنائية إيطالية، ولدت في 5 أغسطس 1985 في سافونا في إيطاليا.

## وصلات خارجية
- الموقع الرسمي
- أناليزا على موقع IMDb (الإنجليزية)
- أناليزا على موقع روتن توميتوز (الإنجليزية)
- أناليزا على موقع ميوزك برينز (الإنجليزية)
- أناليزا على موقع أول ميوزيك (الإنجليزية)
- أناليزا على موقع أول ميوزيك (الإنجليزية)
- أناليزا على موقع ديسكوغز (الإنجليزية)
- أناليزا على موقع قاعدة بيانات الفيلم (الإنجليزية)